# リュウキュウテングコウモリ
リュウキュウテングコウモリ（琉球天狗蝙蝠、Murina ryukyuana）は、哺乳綱・コウモリ目（翼手目）・ヒナコウモリ科・テングコウモリ属に分類されるコウモリの一種。

## 分布
南西諸島（沖縄島、徳之島、奄美大島）に分布する。
1997年10月に沖縄島のヤンバル地区の森林にてヤンバルホオヒゲコウモリとともに初めて発見された。

## 特徴
前腕長35.5-38mm、頭胴長45-55mm、尾長35-45mm、体重5-10g。体色は黒褐色で、近縁のコテングコウモリよりも体毛が黒っぽい。
樹洞を昼間の隠れ家とする。
発見例が少なく、形態や生態に関しては謎が多い。